# 林建勛
林建勛（英語：Lin Chien-Hsun，1993年1月10日—），男，臺灣臺南市人，臺灣足球運動員，在足球場上司職中場位置，目前效力於國內全國城市足球聯賽的台電足球隊。

## 生平
林建勛為臺灣臺南市人，國中時就讀於臺南市佳里區（舊制臺南縣佳里鎮）的佳里國中，並在2006年足球嘉年華決賽中與包含池金宗、許源彰、陳威全以及李峻嘉在內號稱佳里五虎的五人先發出戰新北市海山國中A隊，終場以PK戰9:8搶下選拔賽冠軍而搶下當時在德國柏林舉辦的「adidas Challenge足球世界盃」門票。
並在「adidas Challenge足球世界盃」出戰巴西隊時表現優異，成為當時MVP的熱門人選。
高中時，林建勛就讀於擁有足球勁旅校隊的國立北門高中與目前效力於中甲俱樂部北京北控的溫智豪為同校，並曾代表北門高中獲得全國青年盃足球賽的四連霸冠軍，以及2011年的全國高中足球聯賽獲得高男組冠軍。
大學時期，林建勛就讀於臺北市士林區的銘傳大學，加入銘傳大學的足球校隊，並在100學年度大專足球聯賽公開男生組第一級預賽對上國立台灣大學的比賽中上演帽子戲法，最終以8:0拿下勝利。三年級時轉入臺灣體育大學。

## 職業生涯

### 俱樂部
林建勛球員生涯效力於臺灣全國城市足球聯賽擁有南霸天之稱的台電足球隊共十年。
2023年12月，林建勛與林昌倫、高俊鴻一同宣布在該季結束後退役。

### 國家隊
林建勛曾代表中華台北U14代表隊以及U19代表隊，並且因為他在小吊球水準很高，分球以及放球的時機點很好，因此在U19代表隊中是啟動攻勢的發電機。後來在2011年亞足聯U19男足錦標賽資格賽對上關島代表隊時，林建勛總共攻入了四球，並最終以11:0大勝關島隊，惜最終中華台北U19代表隊以1勝3負的成績（積分3分）排名第四而無緣晉級決賽。
林建勛在中華台北男子足球代表隊備戰2018年世界盃資格賽亞洲區第二輪時入選35人集訓名單，而首次代表中華台北出戰是在2015年10月9日，以國際友誼賽形式對上澳門足球代表隊，並在該場比賽第41分鐘時林建勛中場傳出過頂穿球製造出陳浩瑋前場的單刀機會，陳浩瑋中路禁區外起腳射進澳門代表隊守門員何文輝防守的球門，使得中華台北以2:1領先澳門，終場再以5:1取勝。
2015年11月初，林建勛入選中華臺北五人制足球代表隊名單中隨隊前往蒙古國烏蘭巴托2016年亞足聯五人制足球錦標賽資格賽，並最終獲得東亞區小組第二名晉級在烏茲別克舉辦的2016年亞足聯五人制足球錦標賽會內賽。

## 國家隊生涯統計
| 中華台北                | 中華台北 | 中華台北 | 中華台北 |
| 年度                    | 出賽     | 進球     | 參考     |
| ----------------------- | -------- | -------- | -------- |
| 2013                    | 1        | 0        | [ 14 ]   |
| 2014                    | 1        | 0        | [ 14 ]   |
| 2015                    | 1        | 0        | [ 14 ]   |
| 2016                    | 6        | 4        | [ 14 ]   |
| 2017                    | 2        | 0        | [ 14 ]   |
| 總計                    | 11       | 4        | [ 14 ]   |
| 最後更新於2017年3月27日 |          |          |          |

### 國家隊進球紀錄
| 進球紀錄 | 日期           | 地點                               | 對手   | 比分 | 賽果 | 比賽類型                         |
| -------- | -------------- | ---------------------------------- | ------ | ---- | ---- | -------------------------------- |
|          | 2016年6月30日  | 關島迪迪多關島足球協會國家訓練中心 |        | 3-0  | 8-1  | 2017年東亞足球錦標賽外圍賽第一輪 |
|          | 2016年6月30日  | 關島迪迪多關島足球協會國家訓練中心 | 6-0    |      | 8-1  | 2017年東亞足球錦標賽外圍賽第一輪 |
|          | 2016年6月30日  | 關島迪迪多關島足球協會國家訓練中心 | 7-0    |      | 8-1  | 2017年東亞足球錦標賽外圍賽第一輪 |
|          | 2016年6月30日  | 關島迪迪多關島足球協會國家訓練中心 | 8-1    |      | 8-1  | 2017年東亞足球錦標賽外圍賽第一輪 |
| 1.       | 2016年7月2日   | 關島迪迪多關島足球協會國家訓練中心 | 蒙古国 | 1-0  | 2-0  | 2017年東亞足球錦標賽外圍賽第一輪 |
| 2.       | 2016年7月4日   | 關島迪迪多關島足球協會國家訓練中心 | 澳門   | 1-1  | 3-2  | 2017年東亞足球錦標賽外圍賽第一輪 |
| 3.       | 2016年7月4日   | 關島迪迪多關島足球協會國家訓練中心 | 澳門   | 2-1  | 3-2  | 2017年東亞足球錦標賽外圍賽第一輪 |
| 4.       | 2016年11月12日 | 香港旺角大球場                     | 關島   | 2-0  | 2-0  | 2017年東亞足球錦標賽外圍賽第二輪 |

## 榮譽

### 俱樂部
2014年全國城市足球聯賽 冠軍 - 台電足球隊

### 個人
最佳球員獎（2014年全國城市足球聯賽 - 台電足球隊）

## 資料來源
1. 1 2 3 4  . 中華民國足球協會. 2011-10-26  [2015-10-27]. （原始内容存档于2019-12-07） （英语）.
2. ↑  . Soccerway.   [2015-10-27]. （原始内容存档于2019-12-08） （英语）.
3. ↑  黎建忠. . 中央社. 2006-03-25  [2015-10-30]. （原始内容存档于2016-03-04） （英语）.
4. ↑  曾雪蒨. . 蘋果日報. 2006年8月13日  [2015-10-30]. （原始内容存档于2016-03-04） （英语）.
5. ↑  李文生. . 今日新聞. 2011年3月8日  [2015-10-30] （英语）.
6. ↑  池雅蓉. . SSU大專學生運動網. 2011-12-18  [2015-10-30]. （原始内容存档于2016-03-04） （英语）.
7. ↑  . 中華民國足球協會. 2014-10-17  [2015-10-31]. （原始内容存档于2015-05-03） （英语）.
8. ↑  張克銘. . 東森新聞. 2015-08-21  [2015-10-31]. （原始内容存档于2020-09-27） （英语）.
9. ↑  邱子珩. . 勁球網. 2023-12-13  [2024-12-09]. （原始内容存档于2025-06-05） （中文（臺灣））.
10. ↑  體育中心. . 東森新聞. 2011年11月11日  [2015-10-30] （英语）.
11. ↑  張克銘. . 東森新聞. 2015-05-04  [2015-10-30]. （原始内容存档于2016-03-06） （英语）.
12. ↑  鄭廷瑋. . 今日新聞. 2015年10月9日  [2015-10-30]. （原始内容存档于2015-12-04） （英语）.
13. ↑  魏立信. . 東森新聞雲. 2015-11-15  [2015-11-29]. （原始内容存档于2015-12-08） （中文（臺灣））.
14. ↑  .   [2017-03-26]. （原始内容存档于2020-11-29）.
15. 1 2  . 中華民國足球協會. 2014-12-03  [2015-10-30]. （原始内容存档于2016年4月21日） （英语）.